# صيدخانه سر (مقاطعة كلاردشت)
صيدخانه‌سر (بالفارسية: صیدخانه‌سر) هي قرية تقع في Kuhestan Rural District في إيران. يقدر عدد سكانها بـ 64 نسمة بحسب إحصاء 2016.